# Undrið FF
Undrið FF was een voetbalclub uit de stad Tórshavn op de Faeröer. De clubkleuren waren rood en zwart.

## Geschiedenis
Tijdens een verjaardagsfeestje in december 2005 ontstond het idee om een met een elftal deel te nemen aan de competitie en beker op de Faeröer. Op 8 januari 2006 werd de vereniging als Undrið FF opgericht (naar hun eerste sponsor, de Faeröerse vertegenwoordiger van de IJslandse zeepproducent Undri) en kreeg meteen alle support van de FSF om in hun doel te slagen.
Undrið FF kwam in 2006 met een team uit in de 3. Deild (vierde en laagste klasse) en eindigden in de B-groep op de tweede plaats. Deelname aan de Beker van de Faeröer van 2006 liepen ze mis, omdat ze te laat kwamen opdagen voor hun eerste wedstrijd. Pas in 2007 zouden ze hun eerste bekerwedstrijd spelen. Ze kwamen uit tegen MB Miðvágur en wonnen met 3-2. In de volgende ronde werden ze overklast door ÍF Fuglafjørður (1-11), dat toen uitkwam in de Meistaradeildin.
Na opnieuw een tweede plaats in 2007, vond wel promotie plaats in 2008 door eerste te worden in de groep C. Tevens namen ze voor het eerst met een tweede team deel in de 3. Deild, dit team eindigde als achtste in de B-groep.
In 2009 speelde het eerste team van Undrið FF voor het eerst in de 2. Deild, eindigde als negende en degradeerde. Voor aanvang van het seizoen 2010 werd de naam gewijzigd in Undrið FF (de Faeröerse schrijfwijze van Undri wat ‘wonder‘ betekent) en speelde met twee elftallen in de 3. Deild. Vanaf 2011 kwam het weer uit in de 2. Deild. In 2021 volgde voor het eerst promotie naar de 1. Deild na het behalen van het kampioenschap. Nooit eerder speelde de club op het tweede niveau.
In 2022 ging de club op in FC Hoyvík.

### Eindklasseringen
| 9 |

| 2 |

| 4 |

| 4 |

| 5 |

| 9 |

| ? |

| ? |

| 1 |

| 3 |

| 8 |

| 7 |

| 1 |

| ? |

| Niveau 2 | Niveau 3 | Niveau 4 |